# Lista över arter i vivesläktet
Detta är en lista över arter och hybrider i vivesläktet (Primula) inom familjen Viveväxter.

## Arter efter svenska namn

### A - L
- Aurikel (P. auricula)
- Bergviva (P. polyneura)
- Bhutanviva (P. whitei)

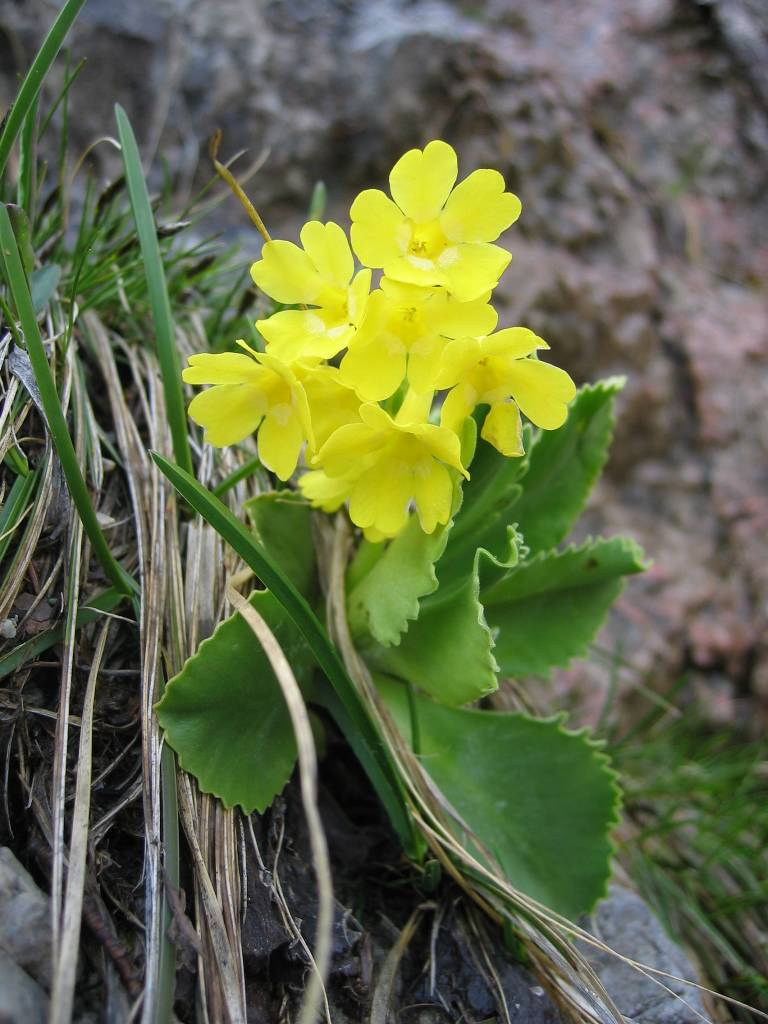
Aurikel

- Blekröd våningsviva (P. ×chunglenta)
- Blekviva (P. involucrata)
- Blåviva (P. edgeworthii)

- Bollviva (P. denticulata)

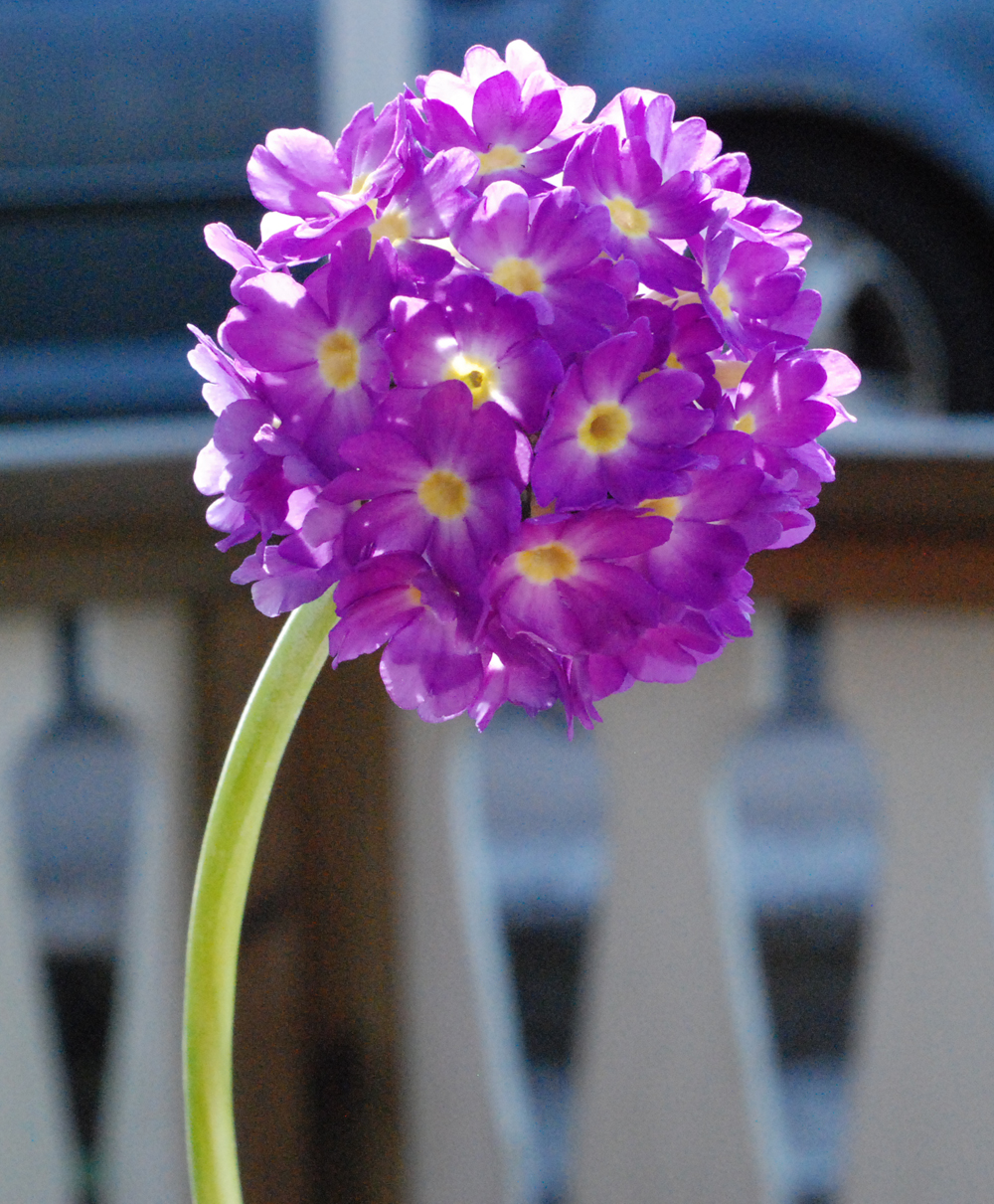
Bollviva

- Brokig kandelaberviva (P. ×bullesiana)

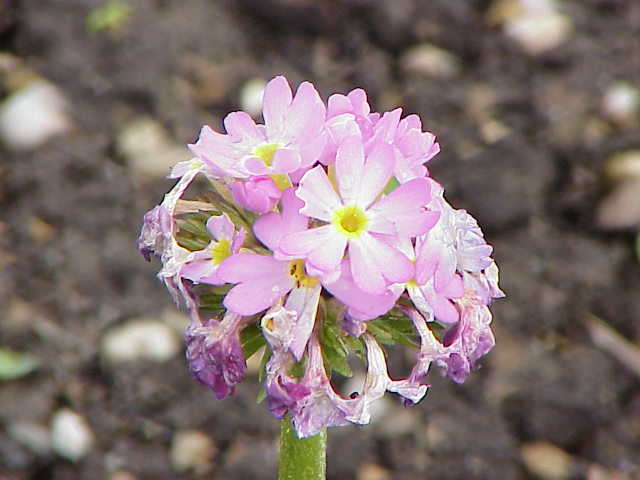
Burmesisk viva

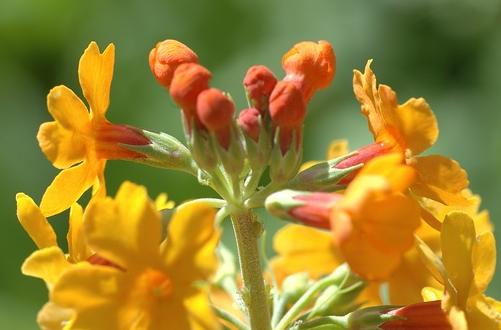
Gul kandelaberviva

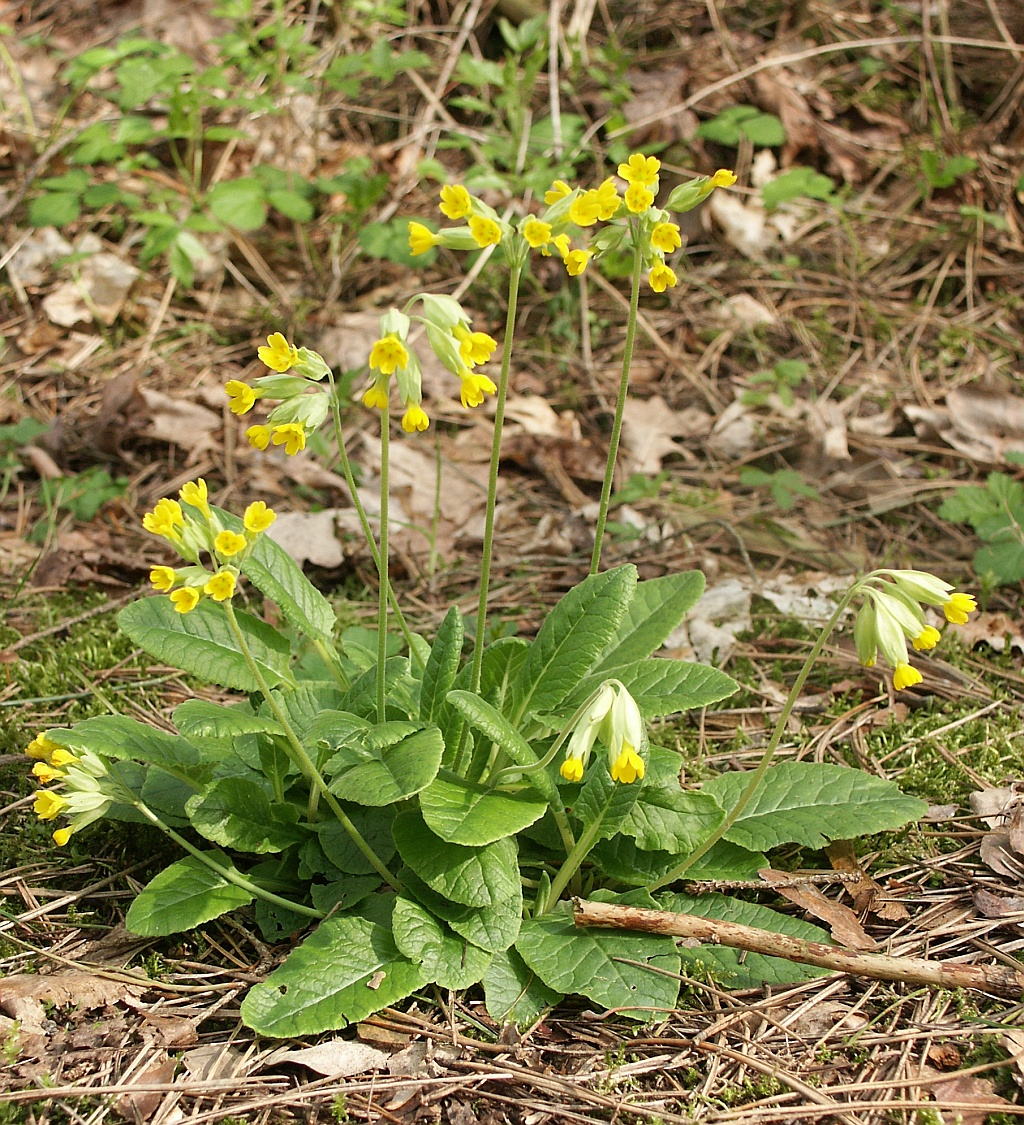
Gullviva

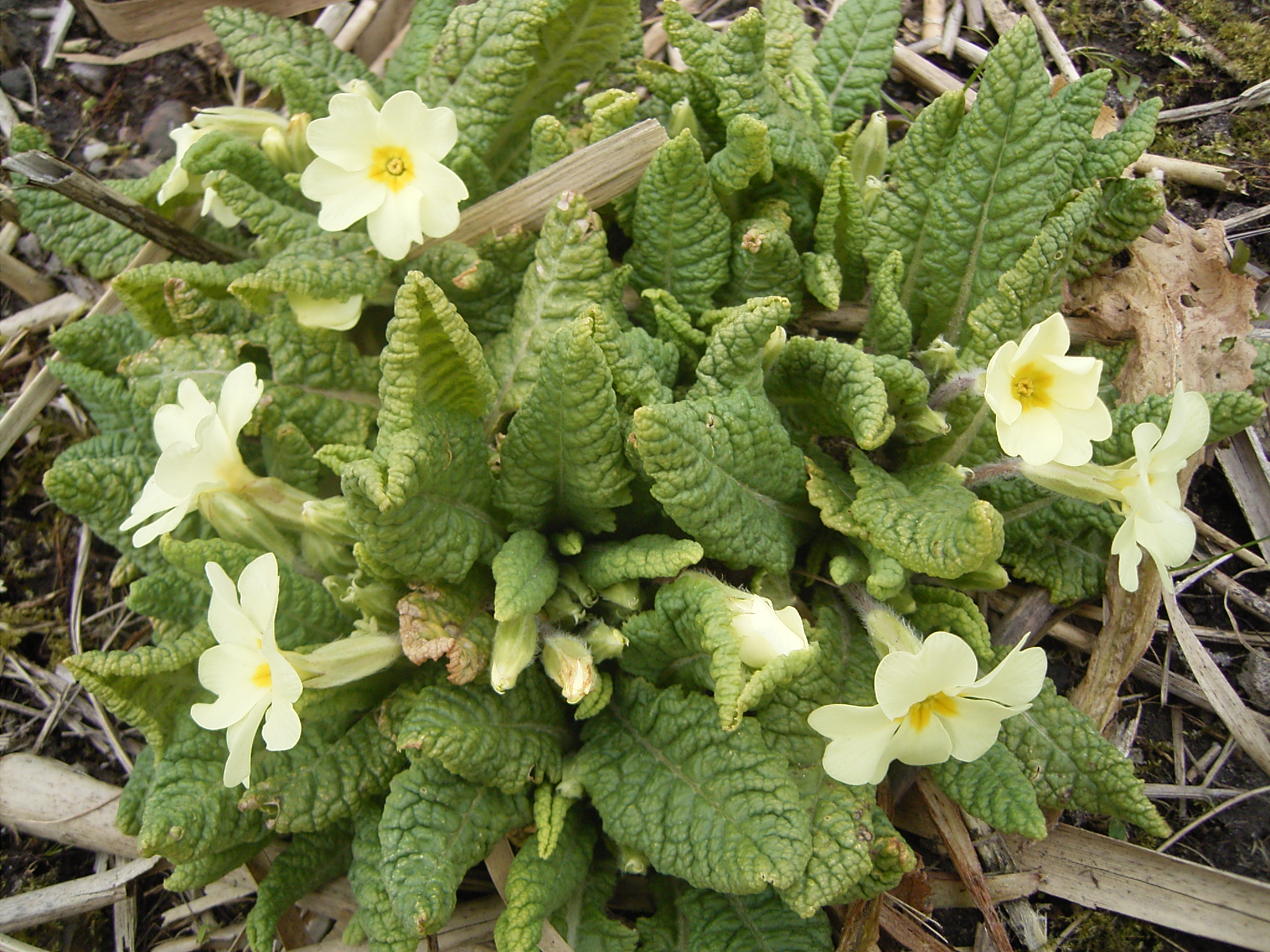
Jordviva

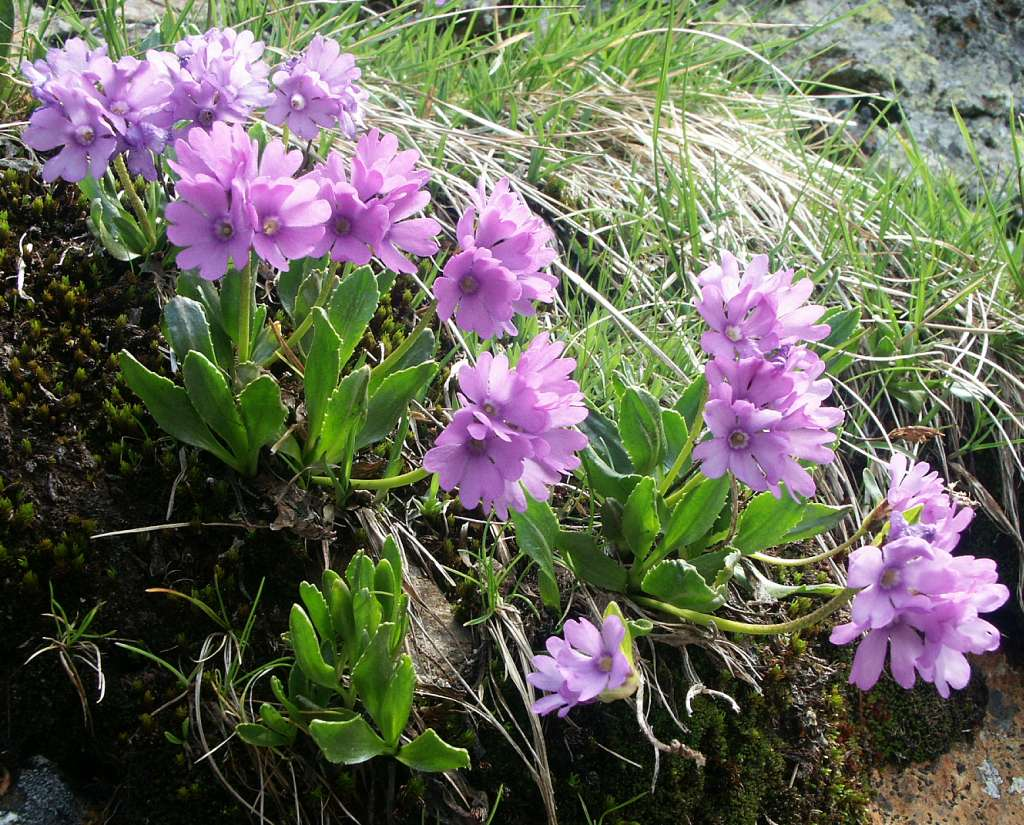
Klibbaurikel

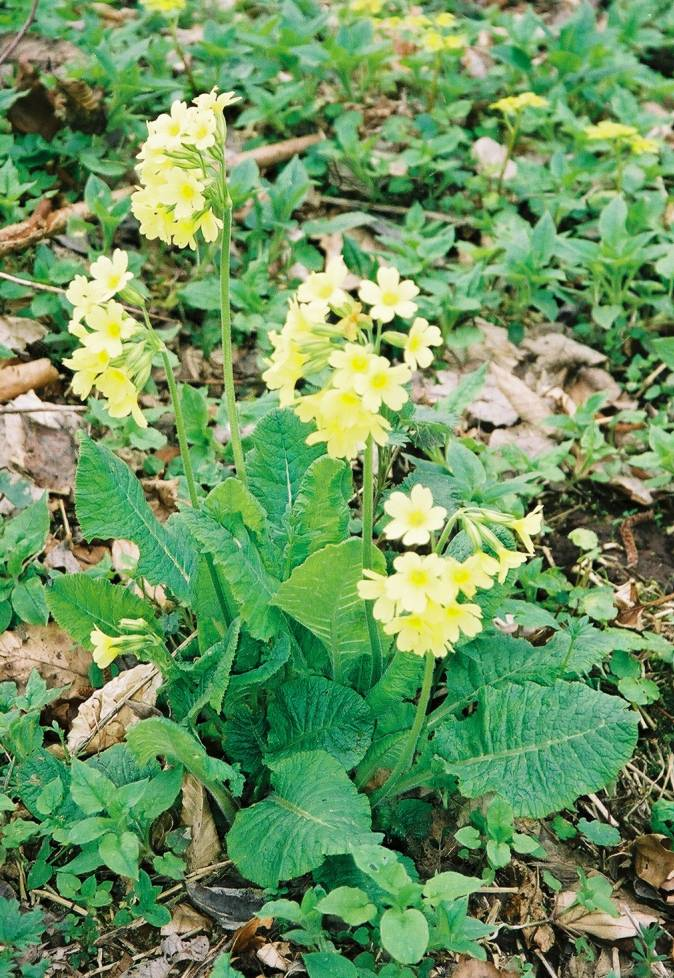
Lundviva

- Burmesisk viva (P. burmanica)
- Doftkrusviva (P. yargongensis)
- Doftviva (P. reidii)
- Dvärgaurikel (P. marginata)
- Fjällviva (P. scandinavica)
- Fujiviva (P. jesoana)
- Fönsterviva (P. obconica)
- Gardaaurikel (P. spectabilis)

- Gul kandelaberviva (P. bulleyana)

- Gullviva (P. veris)
- Gul våningsviva (P. chungensis)
- Hedaurikel (P. latifolia)
- Hyacintviva (P. vialii)
- Japansk viva (P. japonica)

- Jordviva (P. vulgaris)
- Kalkaurikel (P. glaucescens)
- Kashmirviva (P. floribunda)
- Kaukasisk viva (P. luteola)
- Kinesisk viva (P. praenitens)

- Klibbaurikel (P. glutinosa)
- Klippaurikel (P. villosa)
- Klippviva (P. allionii)
- Krypviva (P. juliae)
- Lackviva (P. cockburniana)
- Lavendelviva (P. flaccida)
- Lila lundviva (P. amoena)
- Lila snöviva (P. sinopurpurea)

- Lundviva (P. elatior)
- Långpipig majviva (P. halleri)

### M - Ö
- Majviva (P. farinosa)
- Marvenaurikel (P. ×venusta)
- Mjölviva (P. kewensis)
- Månviva (P. alpicola)
- Nepalviva (P. gracilipes)
- Nävviva (P. geraniifolia)
- Orange våningsviva (P. aurantiaca)
- Pamirviva (P. warshenewskiana)
- Pendelviva (P. heucherifolia)

- Praktviva (P. sieboldii)
- Puderviva (P. macrophylla)

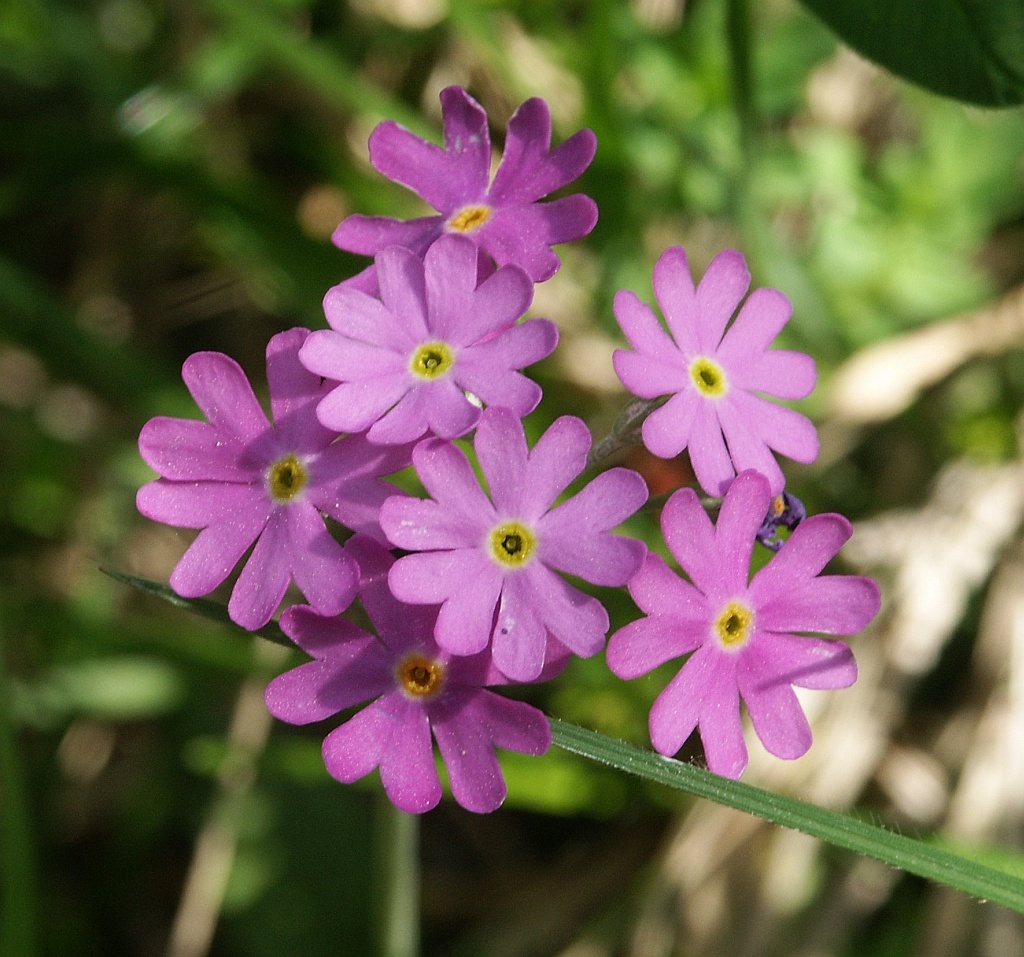
Majviva

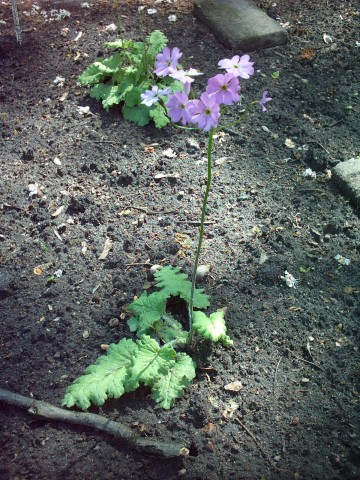
Praktviva

- Purpurröd våningsviva (P. poissonii)

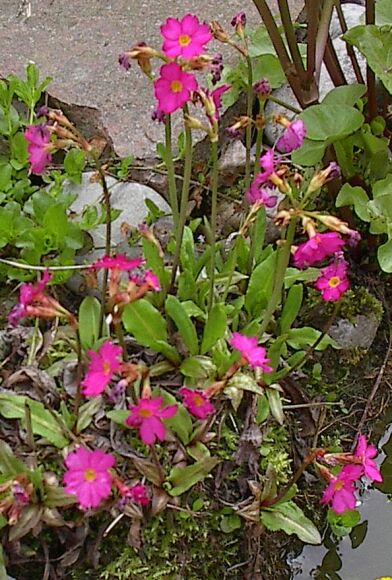
Rosenviva

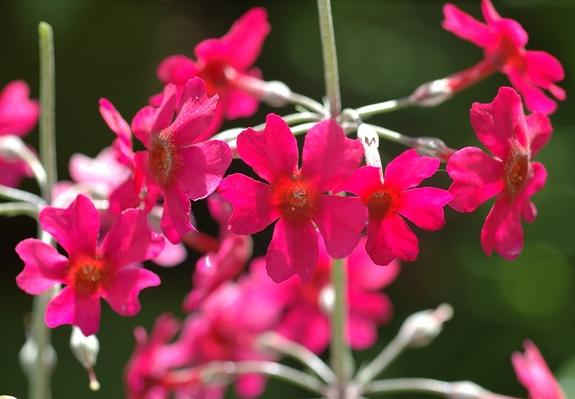
Röd kandelaberviva

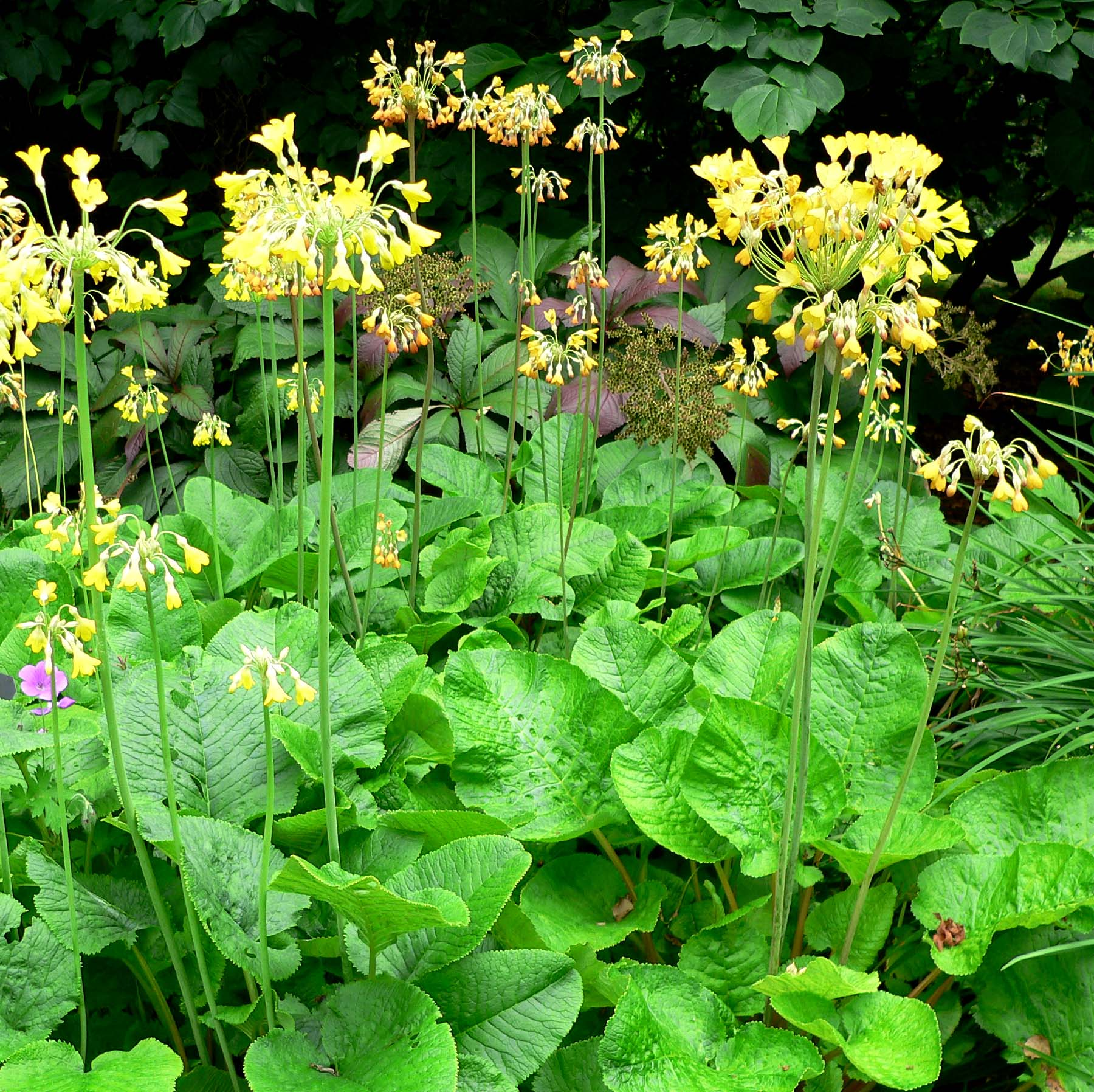
Sommarviva

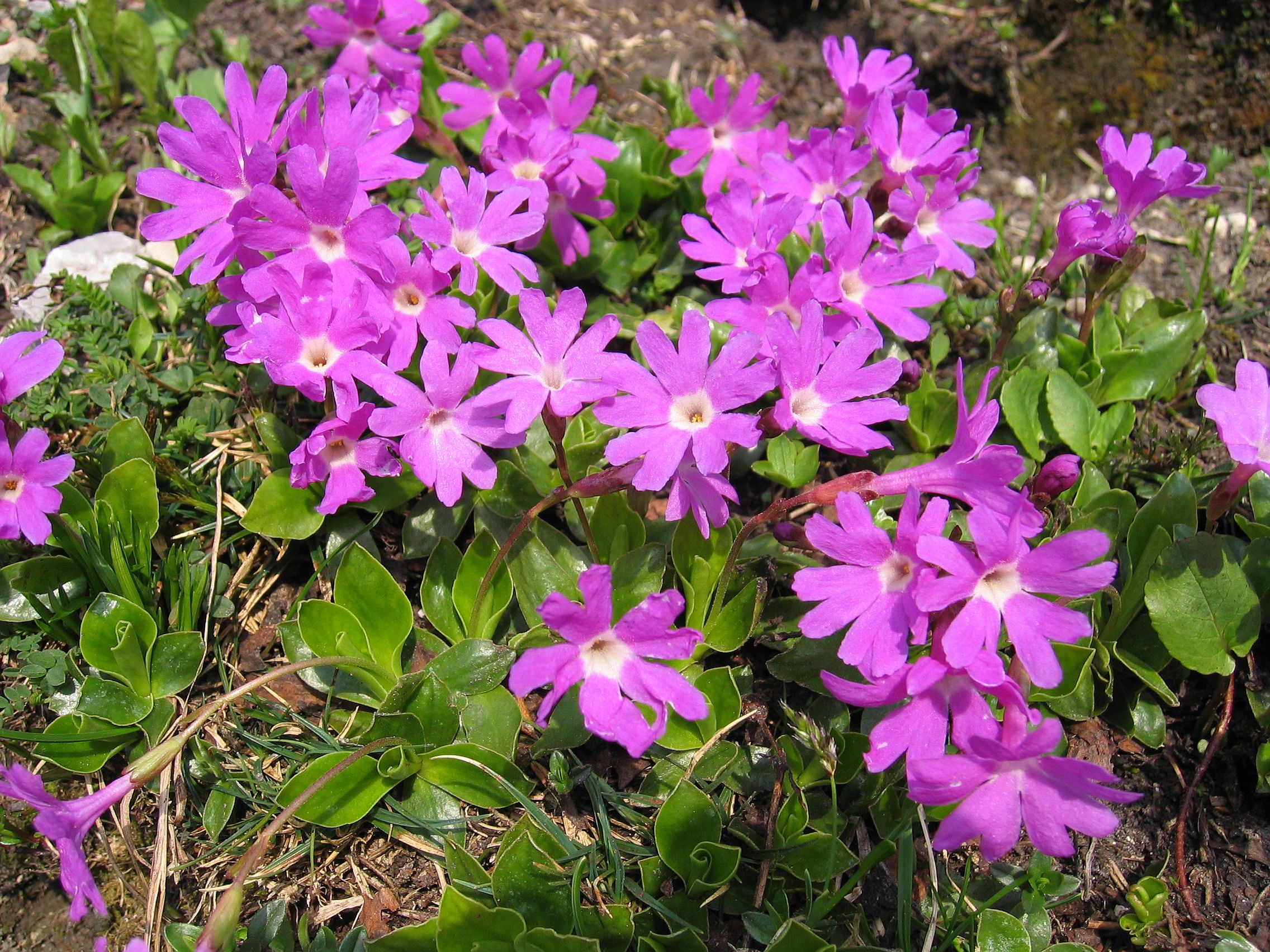
Stenaurikel

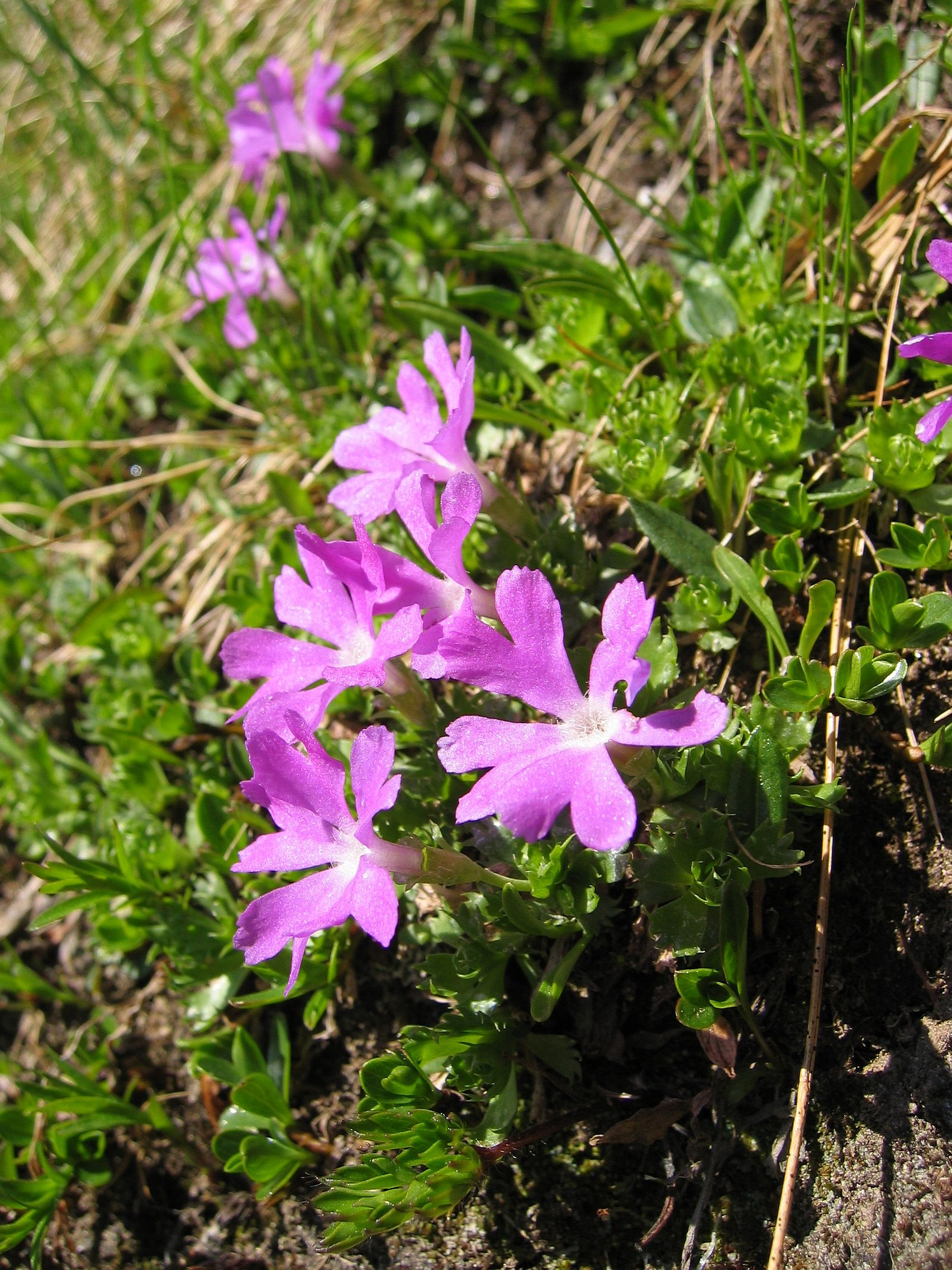
Stjärnaurikel

- Purpurviva (P. saxatilis)
- Pärlviva (P. muscarioides)
- Rosenaurikel (P. hirsuta)

- Rosenviva (P. rosea)

- Röd kandelaberviva (P. beesiana)
- Röd våningsviva (P. pulverulenta)
- Skogsviva (P. yuparensis)
- Skredviva (P. nivalis)
- Skunkviva (P. parryi)
- Smalviva (P. stricta)

- Sommarviva (P. florindae)

- Stenaurikel (P. clusiana)

- Stjärnaurikel (P. minima)
- Stor majviva (P. frondosa)
- Storviva (P. grandis)
- Syrenviva (P. malacoides)
- Tibetviva (P. waltonii)
- Tofsviva (P. capitata)
- Trattviva (P. sikkimensis)
- Trädgårdsaurikel (P. ×pubescens)
- Trädgårdsviva (P. ×polyantha)
- Violaurikel (P. integrifolia)
- Vippviva (P. secundiflora)
- Vit snöviva (P. chionantha)
- Ögonviva (P. clarkei)

## Arter efter vetenskapligt namn

### A - C

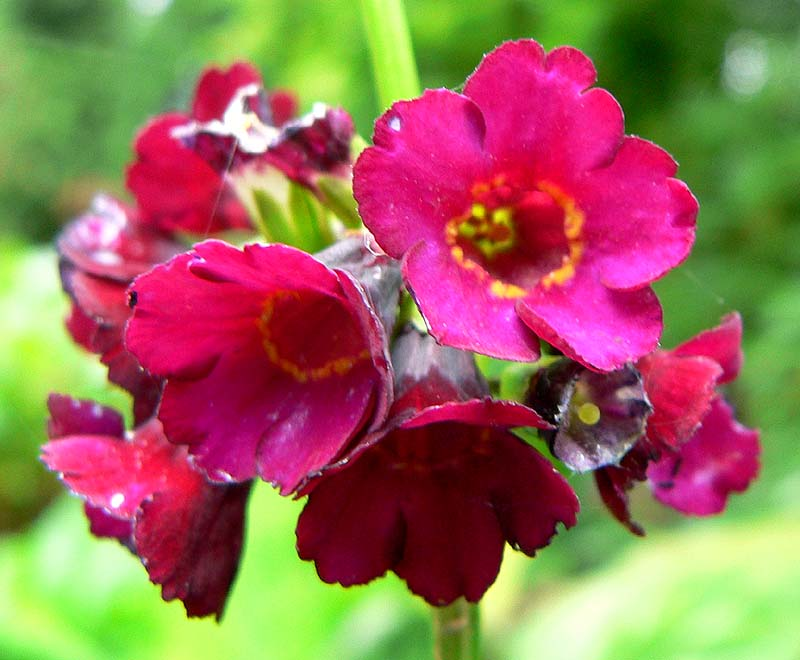
Primula anisodora

- Primula algida
- Primula allionii
- Primula alpicola
- Primula amoena
- Primula angustifolia

- Primula anisodora
- Primula appenina
- Primula atrodentata
- Primula aurantiaca
- Primula aureata
- Primula auricula
- Primula auriculata
- Primula beesiana
- Primula bellidifolia
- Primula boothii
- Primula bracteosa
- Primula bulleyana
- Primula burmanica
- Primula calderiana
- Primula capitata
- Primula capitellata
- Primula carniolica
- Primula cawdoriana
- Primula chionantha
- Primula chungensis
- Primula clarkei
- Primula clusiana
- Primula cockburniana
- Primula concholoba
- Primula cortusoides
- Primula cuneifolia
- Primula cusickiana

### D - I
- Primula daonensis
- Primula darialica
- Primula denticulata
- Primula deorum
- Primula deuteronana
- Primula edgeworthii
- Primula elatior
- Primula ellisiae
- Primula erythrocarpa
- Primula farinosa
- Primula fedschenkoi
- Primula firmipes
- Primula flaccida
- Primula floribunda
- Primula florindae
- Primula forrestii
- Primula frondosa
- Primula gambeliana
- Primula geraniifolia
- Primula glaucescens
- Primula glomerata
- Primula glutinosa
- Primula gracillipes
- Primula griffithii
- Primula halleri
- Primula heucherifolia
- Primula hirsuta
- Primula hyacinthina
- Primula ianthina
- Primula incana
- Primula integrifolia
- Primula involucrata
- Primula ioessa
- Primula irregularis

### J - P

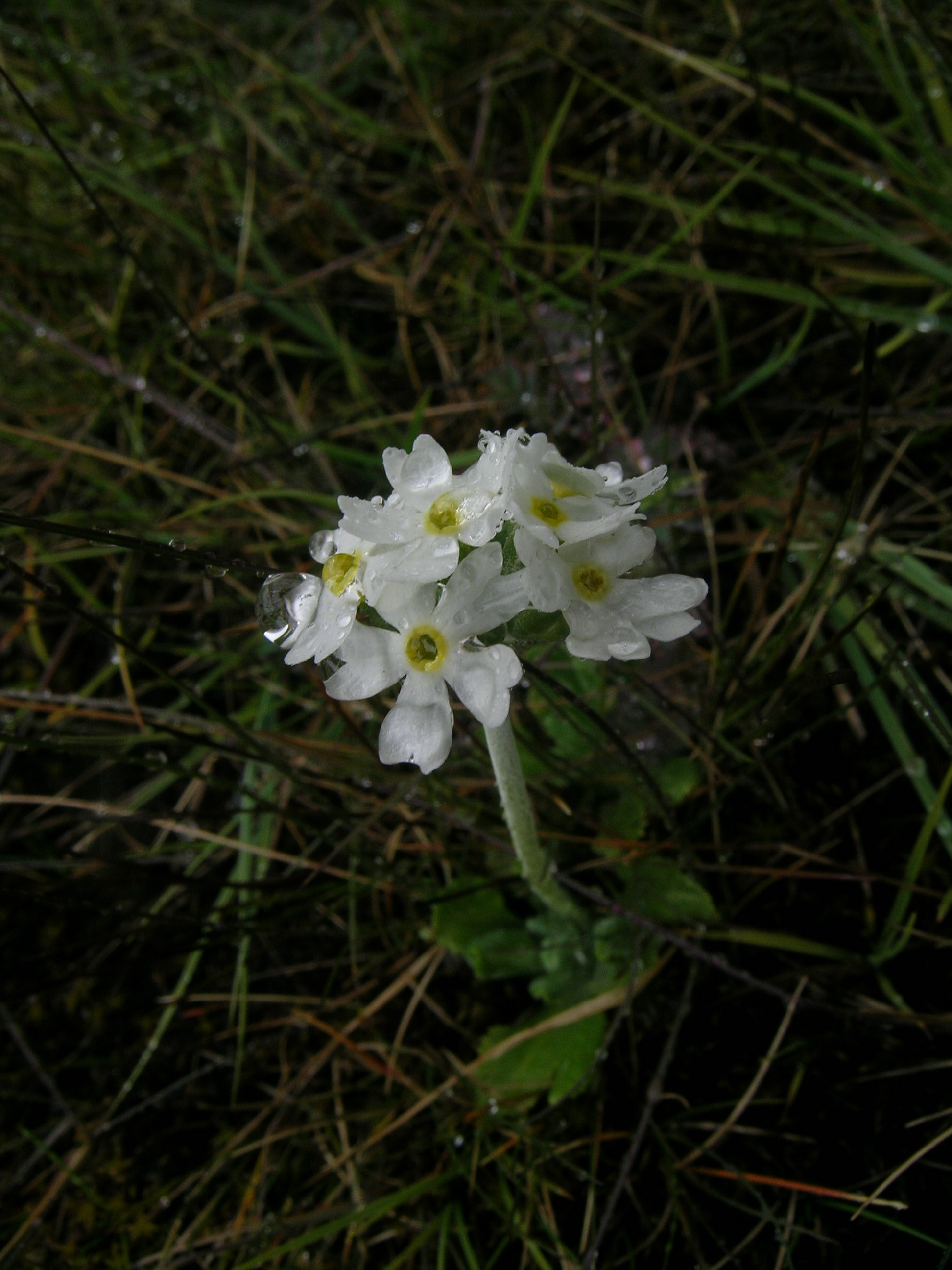
Primula magellanica

- Primula japonica
- Primula jesoana
- Primula juliae
- Primula kisoana
- Primula kitaibeliana
- Primula latifolia
- Primula luteola
- Primula macrophylla

- Primula magellanica
- Primula malacoides
- Primula marginata
- Primula megaseifolia
- Primula melanops
- Primula minima
- Primula mistassinica
- Primula modesta
- Primula mollis
- Primula muscarioides
- Primula nipponica
- Primula nivalis
- Primula nutans
- Primula obconica
- Primula palinuri
- Primula parryi
- Primula pedemontana
- Primula petiolaris
- Primula poissonii
- Primula polyneura
- Primula prolifera
- Primula pulverulenta

### R - Z
- Primula redolens
- Primula reidii
- Primula reinii
- Primula renifolia
- Primula reptans
- Primula reticulata
- Primula rosea
- Primula roxburghii
- Primula rusbyi
- Primula sapphirina
- Primula saxatilis
- Primula scandinavica
- Primula scapigera
- Primula scotica
- Primula secundiflora
- Primula serratifolia
- Primula sibirica
- Primula sieboldii
- Primula sikkimensis
- Primula sinensis
- Primula sinopurpurea
- Primula soldanelloides
- Primula sonchifolia
- Primula spectabilis
- Primula specuicola
- Primula stricta
- Primula suffrutescens
- Primula takedana
- Primula tanneri
- Primula tibetica
- Primula tschuktschorum
- Primula tyrolensis
- Primula veris
- Primula verticillata
- Primula vialii
- Primula villosa
- Primula vulgaris
- Primula waltonii
- Primula warshenewskiana
- Primula whitei
- Primula wilsonii
- Primula wollastonii
- Primula wulfeniana
- Primula yuparensis